# Viktoria Kutúzova
Viktoria Kutúzova (en ucraniano: Вікторія Кутузова; 19 de agosto de 1988, Odesa, Ucrania) es una tenista ucraniana.